# Poziv 18. junija
Poziv 18. junija (francosko: L'Appel du 18 juin) je bil prvi govor francoskega generala Charlesa de Gaulleja po prihodu v London leta 1940 po padcu Francije. Za Francijo je oddajala radijska služba Britanske radiotelevizije (BBC). Pogosto se šteje, da je govor predstavljal izvor francoskega odpora v drugi svetovni vojni. Velja za enega najpomembnejših govorov v francoski zgodovini. Kljub njegovemu pomenu v francoskem kolektivnem spominu so zgodovinarji pokazali, da je poziv slišala le manjšina Francozov. Bolj slišan je bil de Gaullejev govor 22. junija 1940, na dan, ko je Francija dokončno padla.